# Twelve Tales of Christmas
Twelve Tales of Christmas é o segundo álbum de estúdio do cantor e compositor Tom Chaplin, lançado em novembro de 2017 pela gravadora Island Records. É, também, seu primeiro álbum natalino. O repertório contém canções autorais e também covers.

## Faixas
| N.º | Título                           | Duração |  |
| 1.  | "Walking In The Air"             |         |  |
| 2.  | "Midnight Mass"                  |         |  |
| 3.  | "2000 Miles"                     |         |  |
| 4.  | "Under A Million Lights"         |         |  |
| 5.  | "River"                          |         |  |
| 6.  | "London Lights"                  |         |  |
| 7.  | "We Remember You This Christmas" |         |  |
| 8.  | "Stay Another Day"               |         |  |
| 9.  | "For the Lost"                   |         |  |
| 10. | "Another Lonely Christmas"       |         |  |
| 11. | "Follow My Heart"                |         |  |
| 12. | "Say Goodbye"                    |         |  |